# Patty de pollo
Chicken patty («empanada de pollo») puede referirse a varias preparaciones patty de pollo.

## Por gastronomía

### Gastronomía haitiana
El chicken patty es una variante del patty haitiano hecho de hojaldre horneada y relleno de pollo sazonado en lugar de la carne de vacuno. Las patties haitianas son populares por su gran variedad de rellenos salados, que se extiende al pescado (bacalao, arenque...), pavo y cerdo desmenuzado.

### Subcontinente indio
En el Subcontinente indio, el patty de pollo se considera un alimento básico que se prepara rellenando de pollo sazonado en hojaldre. El pollo puede ser desmenuzado o picado y la sazón generalmente se trata de sal, pimienta y ajo. Las patties de pollo tienen forma redonda para distinguirlas de las patties de carne que son típicamente rectangulares, y las patties de vegetales que generalmente son triangulares. Las patties en el Subcontinente indio se sirven con una salsa picante llamada chutney.

### Jamaicana
Una variante del patty jamaicano, aunque relleno de pollo sazonado en lugar de carne de ternera.

### Norteamericana

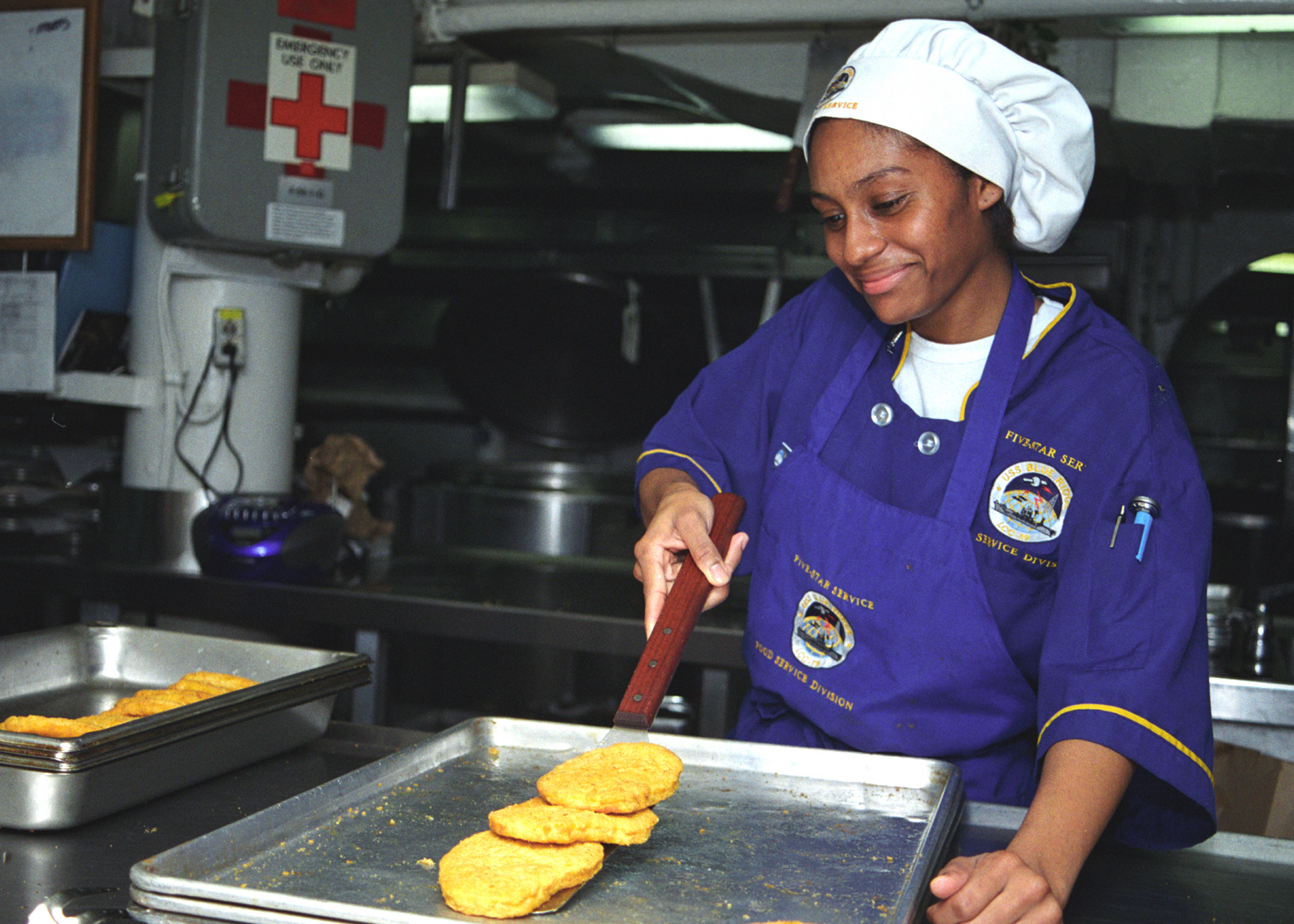
Una especialista de la Armada de los EE. UU. voltea patties de pollo de una bandeja para hornear.

En América del Norte en un bollo que ocasionalmente se prepara con productos de soya. Las patties de pollo servidas en los comedores escolares y cafeterías han sido parte de varias evaluaciones dietéticas con respecto al contenido nutricional de las comidas escolares. Tyson Foods introdujo el chicken patty como un concepto de producto de valor agregado en la década de 1970. El USDA considera las empanadas de pollo como un producto alimenticio.